# Цветль

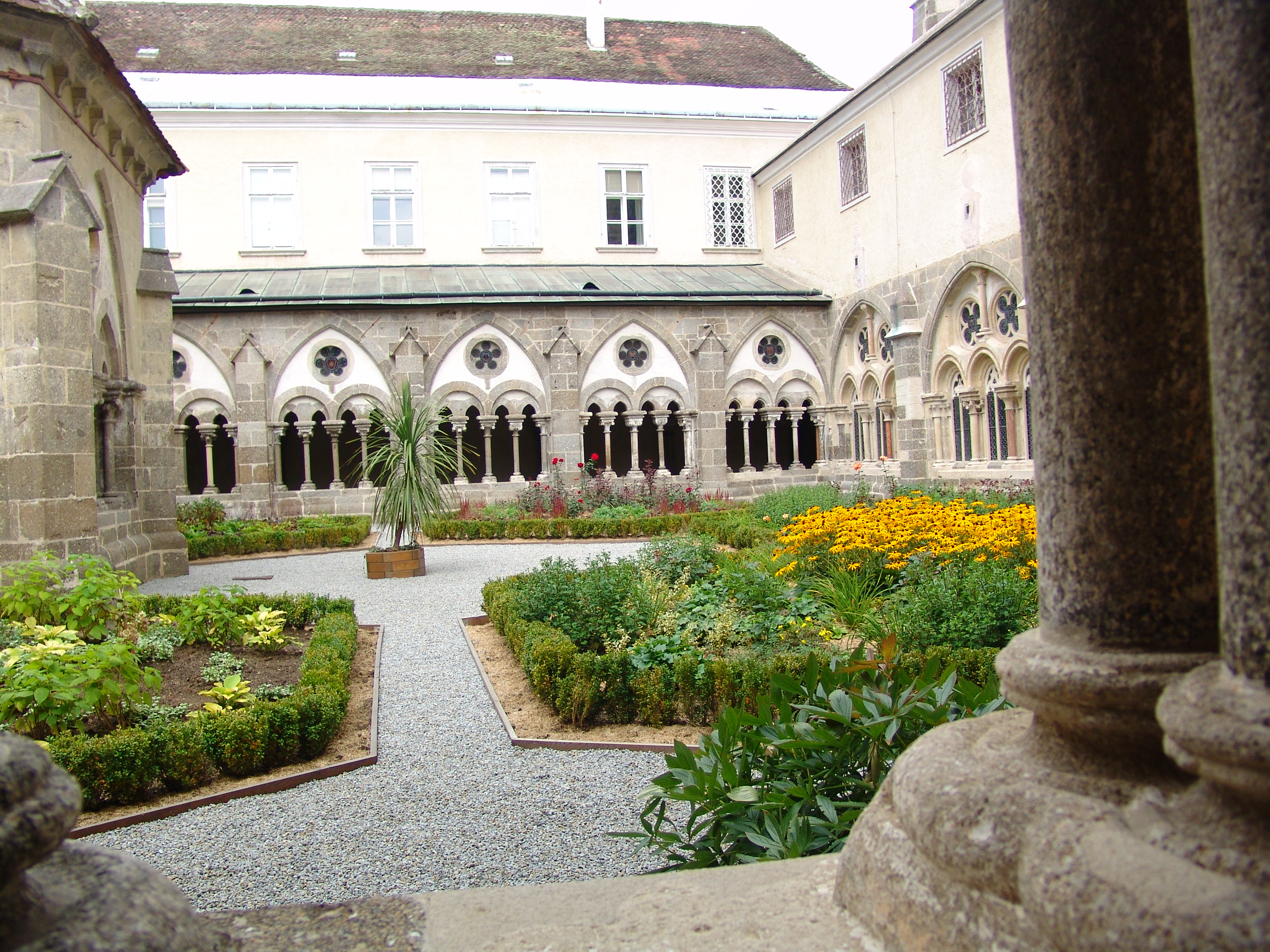
Цветль

Цветль (нім. Zwettl) — місто в Австрії, в федеральній землі Нижня Австрія.
Входить до складу округу Цветль. Населення становить 11 511 осіб (на 31 грудня 2005 року). Займає площу 256,07 км². Офіційний код — 3 25 30. Біля міста знаходиться давнє цистерціанське абатство Цветль.

## Політична ситуація
Бургомістр комуни — Херберт Принц (АНП) за результатами виборів 2005 року.
Рада представників комуни (нім. Gemeinderat) складається з 37 місць.
- АНП займає 27 місць.
- СДПА — 6 місць.
- Зелені — 3 місця.
- АПС — 1 місце.